# Argone
Nella mitologia greca,  Argone  era il nome di uno dei discendenti di Eracle, uno degli Eraclidi.

## Il mito
Sotto la definizione di Eraclidi rientrano tutti i discendenti di Eracle che ancora giovani furono perseguitati da Euristeo, il fratello dell'eroe che l'odiava ritenendolo favorito dalla sorte.
Argone era figlio di Alceo, non l'Alceo figlio di Perseo, ma un altro.
L'eroe, uno dei più attivi fra i figli dell'eroe, che più degli altri si distinse in guerra, alleatosi con i giovani compagni una volta sconfitto Euristeo, decisero il da farsi ed invasero il Peloponneso.

### Moderna
- Angela Cerinotti, Miti greci e di roma antica, Prato, Giunti, 2005, ISBN 88-09-04194-1.
- Anna Ferrari, Dizionario di mitologia, Litopres, UTET, 2006, ISBN 88-02-07481-X.